# San Marco ai Monti
San Marco ai Monti is een plaats (frazione) in de Italiaanse gemeente Sant'Angelo a Cupolo.